# Rhonda Hughes
Rhonda Jo Hughes (* 28. September 1947) ist eine US-amerikanische Mathematikerin und Hochschullehrerin. Sie ist emeritierte Helen-Herrmann-Professorin für Mathematik am Bryn Mawr College.

## Leben und Werk
Hughes studierte anderthalb Jahre Ingenieurwissenschaften an der University of Illinois at Urbana-Champaign, kehrte für sechs Monate nach Hause zurück, um zu arbeiten, und nahm dann ihre Ausbildung an der University of Illinois in Chicago mit einem Mathematikstipendium wieder auf. Sie erhielt einen Bachelor sowie einen Master of Science und promovierte 1975 an der gleichen Universität bei Shmuel Kantorovitz mit der Dissertation: Semi-Groups of Unbounded Linear Operators in Banach Space. Anschließend war sie bis 1980 Assistant Professor an der Tufts University und danach bis 2011 Professorin am Bryn Mawr College. Von 1887 bis 1988 war sie Präsidentin der Vereinigung für Frauen in der Mathematik (AWM). Sie war Mitglied der Kommission für Physik, Mathematik und Anwendungen des United States National Research Council. Von 1992 bis 1994 organisierte sie mit Sylvia Bozeman das Spelman-Bryn Mawr Summer Mathematics Program für Studentinnen. 1998 gründeten beide das EDGE-Programm (Enhancing Diversity in Graduate Education), ein Programm für Frauen, die in mathematischen Studiengängen eine Promotion anstreben. Von 2013 bis 2015 arbeitete sie mit bei Projekten der Khan Academy.
Hughes hat zwei Kinder, die Historikerin Sarah Hughes und den Künstler Jeremy Hughes.

## Ehrungen
- 1997: Distinguished Teaching Award, Mathematical Association of America
- 2004: AAAS Mentor Award for Lifetime Achievement
- 2010: M. Gweneth Humphreys Award for Mentorship of Undergraduate Women in Mathematics
- 2013: Elizabeth Bingham Award, Association for Women in Science
- 2015: Presidential Award, Association of Women in Mathematics
- 2017: Fellow of the Association for Women in Mathematics

## Veröffentlichungen
- mit Beth Campbell Hetrick: Continuous Dependence on Modeling for Nonlinear Ill-Posed Problems, Journal of Mathematical Analysis and Applications, 349, 2009
- mit Beth Campbell Hetrick: Continuous Dependence Results for Inhomogeneous Ill-Posed Problems in Banach Space, Journal of Mathematical Analysis and Applications, 331, 2007
- mit Karen Ames:  Structural Stability for Ill-Posed Problems in Banach Space, Semigroup Forum, 70, 2005
- mit Walter Huddell:  Smooth Approximation of Finitely-many Relativistic Point Interactions, Special Issue on Point Interactions, Journal of Physics A: Mathematical and General, 38, 2005
- mit Walter Huddell: Smooth Approximation of Singular Perturbations, Journal of Mathematical Analysis and Applications, 282, 2003
- Math in the ICU, Math Horizons, November, 2003
- mit Karen Ames: Continuous Dependence Results for Ill-Posed Problems, Semigroups of Operators: Theory and Applications, Second International Conference, Rio de Janeiro, Brazil, 2001, Optimization Software, Inc., Publications, New York-Los Angeles, 2002
- mit Sylvia Bozeman: Improving the Graduate School Experience for Women in Mathematics: The EDGE Program, Journal of Women and Minorities in Science and Engineering, 10, 2004